# Szkoła Rolnicza w Nahalal
Szkoła Rolnicza w Nahalal (hebr. בית ספר חקלאי מקיף ויצו קנדה נהלל) – szkoła rolnicza położona w moszawie Nahalal w Dystrykcie Północnym w Izraelu. Szkoła jest utrzymywana przez Międzynarodową Syjonistyczną Organizację Kobiet.

## Położenie
Szkoła jest położona we wsi młodzieżowej na terenie moszawu Nahalal w północno-zachodniej części intensywnie użytkowanej rolniczo doliny Jezreel, w Dolnej Galilei. Tereny wokół wioski są wykorzystywane rolniczo.

## Historia
Gdy w 1921 został utworzony moszaw Nahalal, koncepcja jego rozwoju zakładała powstanie szkoły rolniczej. W 1923 z inicjatywy żydowskiej feministki i agronoma Hanny Meisel utworzono szkołę rolniczą dla dziewcząt (obecnie noszącą jej imię). Dostrzegła ona, że młodzi żydowscy imigranci przybywający do Brytyjskiego Mandatu Palestyny nie mają wykształcenia ani doświadczenia rolniczego. Doszła do wniosku, że osadnictwo żydowskie w Palestynie będzie mogło się rozwijać tylko wtedy, gdy młodzi ludzie będą tworzyć nowe osady rolnicze. Meisel będąc feministką, pragnęła by młode żydowskie dziewczęta mogły zaangażować się w tę działalność osadniczą w Ziemi Izraela. Żydowski Fundusz Narodowy przeznaczył pod budowę szkoły 500 hektarów, a prace budowlane zostały sfinansowane przez darczyńców oraz Międzynarodową Syjonistyczną Organizację Kobiet (WIZO). Okres nauki określono na jeden rok, a jednym z warunków przyjęcia była zgoda na hasło: „Rozwijaj posiadane talenty i miej chęć do pracy.” Pierwsza grupa uczniów wynosiła 14 dziewcząt. W 1924 sponsorem szkoły został oddział WIZO w Kanadzie (Canadian Hadassah-WIZO - CHW). W 1925 roku wybudowano pierwszy budynek szkoły, a w 1926 roku nastąpiło jej uroczyste otwarcie. Była to wielka uroczystość dla moszawu Nahalal, wszystkich społeczności żydowskich w Dolinie Jezreel, jak i dla całego kraju. W uroczystości wzięło udział wiele osobistości.
Wiele młodych kobiet pragnęło wstąpić do szkoły, jednak duża popularność spowodowała, że czas oczekiwania na wolne miejsce wynosił dwa lata. Każdego roku odrzucano wiele wniosków z powodu braku miejsc. Sytuacja jeszcze bardziej się pogorszyła, gdy po 1933 roku do Palestyny zaczęli napływać Żydzi uciekający przed nazizmem z Europy. Wybudowano wówczas drugi budynek szkolny. Szkołę odwiedziła belgijska para królewska Elżbieta i Albert I, oraz czechosłowacki prezydent Tomáš Masaryk. Z przywódców żydowskich szkołę regularnie odwiedzał Chaim Weizman. Pod koniec II wojny światowej pojawił się poważny problem absorpcji Żydów ocalonych z zagłady. Zdecydowano wówczas, aby do szkoły zacząć przyjmować zarówno dziewczęta, jak i chłopców. W ten sposób szkoła bardziej zaangażowała się na rzecz stabilności sytuacji społecznej Żydów w Palestynie. Równocześnie dostosowywała się do wymogów brytyjskich władz mandatowych stawianych wobec innych placówek oświatowych w kraju. Od tego momentu było to koedukacyjne gimnazjum. Wybudowano wówczas budynki mieszkalne, stodołę, oborę oraz utworzono sad owocowy, ogrody i szklarnie.
Wraz z powstaniem w 1948 roku niepodległego państwa Izrael szkoła zyskała większe wsparcie i środki do rozwoju. Pod kierownictwem Arona Aronsona szkoła została w latach 1960-1968 rozbudowana. Powstała wówczas nowoczesna infrastruktura sportowa wraz z kompleksem internatów. Stworzono w ten sposób wieś młodzieżową, która znajdowała się na terenie moszawu Nahalal. Równocześnie rozszerzono zakres kształcenia, dodając akademicki kampus. Szkoła korzysta ze wsparcia Samorządu Regionu Emek Jizre’el.

## Informacje ogólne
Szkoła obecnie kształci 1400 uczniów, w tym 270 w internacie - w grupie tej znajdują się imigranci z krajów byłego ZSRR, Etiopii, oraz Druzowie i Czerkiesi. Uczniowie są w wieku od 7 do 12 lat. Szkoła postawiła przed sobą cele kształcenia młodzieży z jednoczesnym rozwijaniem ich potencjału osobistego. Szkoła zachęca uczniów do kształcenia się i dążenia do doskonałości, wzajemnego szacunku i tolerancji, w duchu wzajemnego pomagania sobie - taka była wizja założycielki szkoły, Hanny Meisel. Obecnie na terenie szkoły funkcjonuje unikalna wspólnota Beit Midrasz, w skład której wchodzą nauczyciele, uczniowie oraz ich rodzice, którzy pragną rozwijać swoją wiedzę na temat judaizmu i syjonizmu.
Odrębny kampus prowadzi nauczanie na poziomie akademickim, z następującymi kierunkami studiów: rolnictwo, biologia, biotechnologia, chemia, informatyka, wzornictwo, komunikacja i elektrotechnika. Specjalny wydział umożliwia podjęcie studiów prawniczych, a poza licznymi obiektami rolniczymi znajduje się tu także pełne zaplecze rekreacyjno sportowe.